# Зайцев, Александр Павлович (художник)
Алекса́ндр Па́влович За́йцев (род. 27 октября 1937, Ленинград) — художник. Закончил Ленинградский институт живописи, скульптуры и архитектуры имени И. Е. Репина. Профессор кафедры рисунка Ленинградского Высшего художественно-промышленного училища имени В. И. Мухиной (сейчас СПГХПА им. А. Л. Штиглица). Почетный работник высшего профессионального образования Российской Федерации. С 2015 года стал почетным профессором СПГХПА им. А. Л. Штиглица.
```
«Зарекомендовал себя как педагог-борец, проповедующий новое учение о форме»
[
1
]
.
```

Род деятельности — живопись, литература, исследования композиционных построений в картинах старых мастеров с применением законов математики.
«В изобразительном искусстве нашего города в последние пол века образовалось несколько направлений, выраженных достаточно определённо. С именем А. П. Зайцева связывается одно из них, весьма важное, влиятельное и плодотворно развивающееся не только в Петербурге....Фундаментом, на котором строится его творчество, является идея о математических законах художественного формообразования и построения композиции».

## Биография
Александр Зайцев родился в 1937 году в Ленинграде. Закончил Санкт-Петербургский институт живописи, скульптуры и архитектуры имени Репина. В 60-е посещал занятия у Г. Я. Длугача в Эрмитаже, копируя и интерпретируя картины старых мастеров.
В 1961 году Создал свой альтернативный метод математического исследования картины, В основе которого лежит математика в частности применение Пифагорово-Платоновской пропорции (корень из трех к единице), применение ленты Мебиуса и многое другое, что не только является своеобразным открытием в области исследований произведений искусства но и позволяет обогатить современные способы создания живописных произведений.
«…влияние Длугача на его учеников не исключало обратного влияния, и в этом живом, напряженном процессе сам предмет творческих поисков претерпевал существенные изменения. Так, А. П. Зайцев выработал относительно независимую позицию, которая, в свою очередь, оказала известное воздействие на младшее поколение „Эрмитажной школы“».
«Конечно, параллельно мы занимались и самообразованием. Например,
Длугач не учил математике. Наоборот: „Не надо рисовать линейку“. А меня
заинтересовали математические расчеты, поиски закономерностей».
Таврическое художественное училище стало началом педагогической деятельности 1964—1969 гг. Сопровождалось чтением лекций на частных квартирах. Было положено начало школе математического интерпретирования. Многие ученики становятся единомышленниками и активно продолжают распространять полученные знания. Это Вадим Филимонов, Альберт Бакун, Марк Тумин, Сергей Даниэль, Оксана Труль, Алексей Красновский  др. Некоторые из них впоследствии начали посещать занятия Г. Я. Длугача.
1970-е годы — поездки на Север, в Среднюю Азию, на Кавказ, оказавшие влияние на творчество художника.
1980-е годы — читает лекции о математических законах художественного формообразования.
С 1973 г. по настоящий момент Зайцев работает на кафедре рисунка СПГХПА им. Штиглица. Профессор.
С 1973 г. руководил Студенческим Научным Обществом Ленинградского Высшего художественно-промышленного училища имени В. И. Мухиной., где продолжалось изучение формообразующих принципов иконописи и картин старых мастеров. Происходили конференции и выставки-лекции в различных городах. Многие из его учеников  стали доцентами и профессорами различных художественных вузов. Среди них Татьяна Гудова,Сергей Борисов, Александр Кондратьев и др.

## Работы находятся в собраниях
- Государственный Русский музей
- Государственный Эрмитаж
- Музей Царскосельская коллекция, г, Пушкин.
- Государственный музей городской скульптуры, Санкт-Петербург.
- Музей нонконформистского искусства,Санкт-Петербург.
- Мордовский республиканский музей изобразительных искусств имени С. Д. Эрьзи, г. Саранск.
- Московский государственный музей народной графики.
- Государственный музей изобразительных искусств Ярославля, Томска.

## Выставки
- 1981 — Выставка «Логика и творчество», с учениками. Резекне. Сопрождалась лекцией о математических законах построения композиции в живописи.
- 1981 — Выставка-лекция.Физико-технический институт им. Иоффе. Ленинград.
- 1982 — Выставка-лекция.Ленинградский Университет.
- 1982 — Выставка-лекция.Институт им. Герцена. Герценовские чтения.
- 1984 — Выставка-лекция. Музей, концертный зал в соборе XII века. (Латвия  г. Валмиера)
- 1985 — Выставка-лекция. Библиотека им. Куприна (г. Гатчена).
- 1986 — Выставка-лекция с учениками «Корень из трех». Тольятти.
- 1988 — Выставка произведений художников Москвы и Ленинграда. Тушинское товарищество художников.
- 1988 — Выставка «Приглашение». Совместно с А. Левитиным и Ж. Бровиной.  СПб. Литейный  57.
- 1989 — «Группа Кочевье и А.п. Зайцев". Ленинград. Дом Дружбы.
- 1990 — «1-я бьеннале новейшего искусства». Ленинград. Ленэкспо пр. Просвещения.
- 1992 — Выставка «СПЕКТР» СХСПб.Большая Морская 38.
- 1992 — «2-я бьеннале новейшего искусства». Ленэкспо в Гавани.
- 1993 — «Выставка коллекции живописи Дягилевского центра». СПб. Мраморный дворец.
- 1994 — «3-я бьеннале новейшего искусства», СПб Ма-неж.
- 1995 — “Russische gsichter und landschaften”Берлин (в рамках фестиваля городов-побратимов  Ной Кельн, Берлин, Пушкин).
- 1995 —  Выставка “LE MONADES” Opera Galerie. Paris. Art A. Zaitsev, A, Kondratiev,S. Launeva, G. Mendagaliev.
- 1996 — “Struktural Direktions in Art” UKLA.Kirkhoff Gallery (Выставка петербургского структурализма)Бостон ,США
- 1996 —  “Furende Master aus St-Petersburg” Берлин.
- 1996 — США West SaFayette Purdue Gallery. Выставка коллекции Чудновских
- 1998 – New Roschall Lond Aland Gallery Нью-Йорк Выставка коллекции Чудновских
- 1998 – California University  Лос-Анджелес Выставка коллекции Чудновских
- 1998 — «Неклассическая классика».Государственный Эрмитаж
- 1998 — «Круги от камня» ЦВЗ манеж
- 2001 — «Абстракция в России. XX век».Государственный Русский музей.
- 2003 — «Авангард на Неве. Вторая половина XX века». Третьяковская Галерея, Москва.
- 2008 — «Александр Зайцев и его круг».Манеж (Санкт-Петербург)(Малый зал.)
- 2012 — ЦВЗ Манеж «Весь Петербург/ 20-летие»
- 2015 — Выставке «От авангарда до авангарда» Структурированное искусство конца ХХ – начала ХХI. Музей им. С. Д. Э́рьзи  в Саранске.
- 2015 — Выставка  «Лепил и отливал барон Петр Клодт» Государственный Музей городской скульптуры - Нев-ский пр., 179
- 2017 - Выставка  «Петербургский структурализм» Музей искусства Санкт-Петербурга  XX-XXI веков. Набережная канала Грибоедова 103.
- 2017 — Выставка «70е.Со_При_Частность», приуроченная к 40-летию ЦВЗ «Манеж».
- 2019 — Выставка «Рисунок Санкт-Петербургских художников».В СХ Санкт-Петербурга
- 2019 — Выставка «Москва-Ленинград-Санкт-Петербург». Москва выставочный зал «Тушино».
- 2020 — «Печатная графика Санкт-Петербургских художников 2020» В выставочном центре СХ Санкт-Петербурга.

## Персональные выставки
- 1981 —  21 мая. Выставка живописи."Музей Кик-ин-де-Кёк". Таллинн. Сопровождалась лекцией о математических законах построения композиции.
- 1981 —  Выставка и лекция в Елагиноостровском двореце-музее.Ленинград.
- 1990 — Галерея  «PROSPETTIVE  D'ARTE”. Гамбург
- 1993 — Галерея «TEO OLTMANNS, UNKEL».Бонн
- 1994 — Galerie Oltmanns Гамбург.Гамбург.
- 1996 — галерея «АRT ОPERA» Париж.
- 1997 – Персональная выставка живописи и графики Музей городской скульптуры.
- 1997 – Персональная выставка с учениками «Александр Зайцев и его круг».СПГХПА им. Штиглица (Большой зал)
- 2000 — Государственный музей изобразительных искусств. Ярославль
- 2007 — галерея «ГИЛЬДИЯ МАСТЕРОВ» Санкт-Петербург
- 2008 — Санкт-Петербург выставка «Число и страсть».Музей нонконформистского искусства
- 2008 — Персональная выставка с учениками «Александр Зайцев и его круг». Манеж (Санкт-Петербург) – Малый зал.)
- 2011 — Санкт-Петербург персональная выставка «По дну Вселеннищи» Арт центр «Борей». Презентация книги ЦЭЮЯ.
- 2012 — Санкт-Петербург Персональная выставка живописи «Опора крыл на пустоту» В Арт-центре Борей.
- 2013 − Санкт-Петербург. Музей декоративно-прикладного искусства Санкт-Петербургской государственной художественно-промышленной академии им. А. Л. Штиглица. Персональная выставка с учениками «Александр Зайцев и его круг»
- 2017 − Санкт-Петербург. СПГХПА им. А. Л. Штиглица Выставка  «Александр Зайцев и его круг"С учениками.

## Книги
- Зайцев А. П..Письма к молодому другу.-СПб. 1997.-1000 экз
- Зайцев А. П. Метод рисунка.-СПб, 2005.- C.40.-1000 экз. — ISBN 5-86456-064-2
- Зайцев А. П. ЦЭЮЯ. -СПб, 2011.-С.365.- 1000 экз. — ISBN 978-5-91542-083-9

## Статьи о А. П. Зайцеве  в журналах
- Даниэль С. Первоосновы выразительности.- Творчество, 1988 № 5
- Даниэль С. Пир у Симона Фарисея. — СПб.: Новый Мир Искусства (НоМИ), 1998 № 5.